# Abgestanden
Abgestanden ist in der Heraldik ein Fachbegriff, mit dem ein Fisch mit offenem Maul beschrieben wird. Im Gegensatz blasoniert man den Fisch mit geschlossenem Maul als belebt. Auch bei der Beschreibung des Wappentieres Delfin verwendet man diese beiden Begriffe sinngemäß. Beim Delfin weicht dann auch die Tingierung von Augen, Bart, Kamm und Ohren ab. Im Kritischen Wörterbuch der heraldischen Terminologie, S. 2 und 16 von Curt O. von Querfurth werden die Begriffe auf ihre Notwendigkeit in der Wappenbeschreibung in Zweifel gezogen, da es als unerheblich angesehen wird, ob das Fischmaul offen oder geschlossen ist.